# Гренце

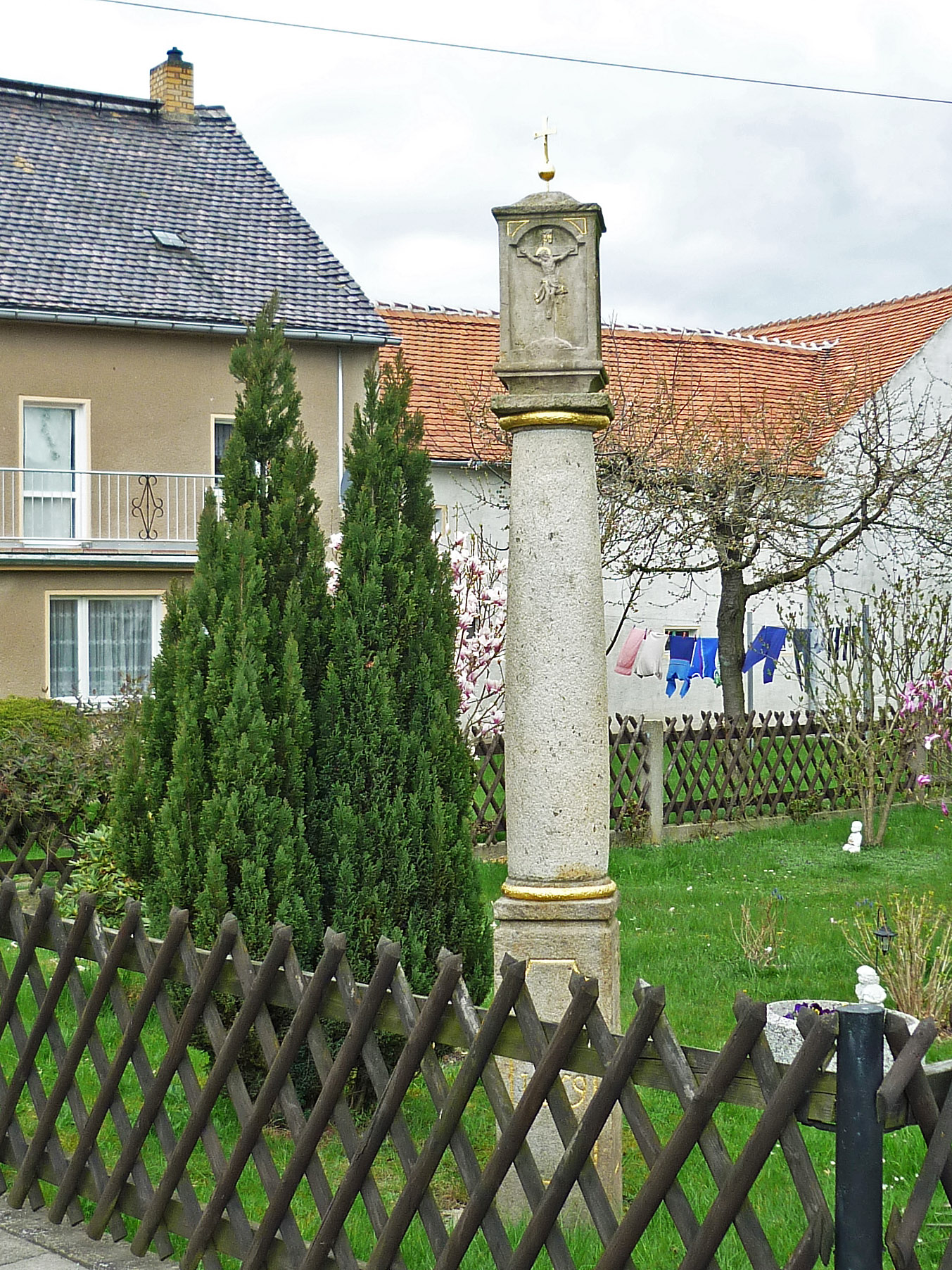

Гре́нце или Гра́ньца (нем. Gränze; в.-луж. Hrańcaо файле) — деревня в Верхней Лужице, Германия. Входит в состав коммуны Ральбиц-Розенталь района Баутцен в земле Саксония. Подчиняется административному округу Дрезден.
Самая малая деревня коммуны Ральбиц-Розенталь.

## География
Деревня располагается на правом берегу реки Клостервассер в 10 км на восток от Каменца и в 17 км на северо-запад от Будишина. На севере деревня граничит с деревней Серняны, на юго-востоке — с деревней Горка, на юго-западе с деревнями Гаты и Нова-Веска и на западе — с деревней Горни-Гайнк.

## История
Впервые деревня упоминается в 1352 году как Гренич (Grenicz). С 1486 года деревня была рыцарским поместьем и с 1617 года было дворянским поместьем одного из аристократов из села Ворклецы.
До 1957 года деревня имела статус самостоятельной коммуны, потом входила в состав коммуны Серняны и в 1974 году перешла в состав коммуны Ральбиц-Розенталь.
Во времена ГДР в деревне действовала молочная ферма сельскохозяйственного кооперативного предприятия «Sorabia».
В настоящее время деревня входит в состав культурно-территориальной автономии «Лужицкая поселенческая область», на территории которой действуют законодательные акты земель Саксонии и Бранденбурга, содействующие сохранению лужицких языков и культуры лужичан.

## Население
Согласно статистическому сочинению «Dodawki k statisticy a etnografiji łužickich Serbow» Арношта Муки в Граньце в 1884 году проживало 49 человек (все без исключения — лужичане).
Лужицкий демограф Арношт Черник в своём сочинении «Die Entwicklung der sorbischen Bevölkerung» пишет, что в 1956 году в деревне проживало 50 человек (49 лужичан и 2 немца).
Наибольшая численность была в 2005 году (54 человека). На 31 декабря 2015 численность населения составляла 51 человека.
Официальным языком в населённом пункте, помимо немецкого, является верхнелужицкий язык.
| 1900 | 1993 | 2000 | 2001 | 2002 | 2005 | 2010 | 2015 |
| ---- | ---- | ---- | ---- | ---- | ---- | ---- | ---- |
| 45   | 42   | 47   | 49   | 50   | 54   | 53   | 51   |